# Xã Virgil, Quận Jones, Nam Dakota
Xã Virgil (tiếng Anh: Virgil Township) là một xã thuộc quận Jones, tiểu bang Nam Dakota, Hoa Kỳ. Năm 2010, dân số của xã này là 6 người.